# Capelle (Noord-Brabant)
Capelle, soms informeel aangeduid als 's-Grevelduin-Capelle, is een dorp  in de Nederlandse provincie Noord-Brabant. Het dorp is ontstaan in de 13e eeuw en behoorde oorspronkelijk bij het Graafschap Holland. Tot 1923 was Capelle een zelfstandige gemeente. In 1923 werden de gemeenten Sprang, Vrijhoeve-Capelle en Capelle samengevoegd tot de gemeente Sprang-Capelle. In 1997 ging de gemeente Sprang-Capelle op in de gemeente Waalwijk waardoor het dorp Capelle sindsdien deel uitmaakt van laatstgenoemde gemeente. In Capelle ligt ook de straat / buurtschap Nieuwe-Vaart. Inclusief deze buurtschap, de Lint van Nieuwe Vaart, bedrijventerrein Nederveenweg, de haven en omliggende huizen telt Capelle 2070 inwoners (2008).
Een deel van Capelle is een straatdorp langs de Winterdijk, dat zich van oost naar west uitstrekt.

## Geschiedenis
Rond 1200 was het gebied rond Capelle, De Langstraat, een grote wildernis. Het gebied hoorde destijds bij het Graafschap Holland. Op een gegeven moment begon de Graaf van Holland met het "in leen geven" van stukken van dit moeras. Degenen, die de grond in leen kregen, moesten ervoor zorgen dat de grond ontgonnen werd. Verder moesten ze een jaarlijkse rente of cijns betalen en manschappen leveren aan de graaf. Op het grondgebied van Capelle ontstonden in die tijd drie ambachtsheerlijkheden. Deze drie heerlijkheden, die het dorp Capelle zouden vormen, waren Nederveen-Capelle, Zuidewijn-Capelle en 's Grevelduin-Capelle. Deze ambachtsheerlijkheden hadden een gezamenlijke kapel (kerk). Vandaar de naam Capelle. Aangezien 's Grevelduin-Capelle de belangrijkste kern was, wordt het dorp Capelle ook wel aangeduid als 's Grevelduin-Capelle. Het dorp Capelle komt waarschijnlijk voor het eerst voor in een afschrift van een akte van 29-31 augustus 1257, die te vinden is in de abdij van Sint-Truiden. In deze akte droegen Walterus Spirinch, heer van Aalburg, en zijn vrouw Ysalde al hun bezittingen over aan de abdij van Sint-Truiden, waaronder de tienden in de parochie "Waspich" en "Capella". Waarschijnlijk vormden Waspik en Capelle in 1257 dus één parochie. Er was dus sprake van een kerk, waaruit afgeleid kan worden dat het aantal inwoners al een zekere omvang had bereikt.
Capelle lag destijds in de Groote of Hollandsche Waard, ook wel genoemd: "Dortse Waard", die in de nacht van 18 op 19 november 1421 door de Sint-Elisabethsvloed werd getroffen. Ook het dorp en de kapel werden door het water verslonden. Capelle werd ten zuiden van de versterkte winterdijk weer herbouwd.
De belangrijkste inkomstenbron in de middeleeuwen was het turfsteken en de handel in turf. Turf was destijds de belangrijkste brandstof. Via de vaarten en de haven van Capelle werd het afgevoerd naar de grote steden. Door de turfvaart vestigden zich veel schippers in Capelle.
Aan de turfhandel kwam in de 17e eeuw een einde door het uitgeput raken van de veengronden. Er kwam nu meer landbouw. Doordat bij de vele overstromingen steeds rivierklei werd afgezet was het buitendijkse gebied zeer vruchtbaar geworden. Het gras wat hier groeide was de basis voor een prima kwaliteit hooi. De hooihandel verdrong de turfhandel, de turfschippers transporteerden nu hooi.
In 1814 werd de Hollandse gemeente Capelle aan de provincie Noord-Brabant toegevoegd. Niet zo lang hierna werd het gemeentewapen vastgesteld. Op woensdag 13 januari 1819 werd het grondgebied van Capelle afgepaald. Capelle kende in die tijd negen buurgemeenten. Dit waren: Dussen, Meeuwen, Drongelen, Besoyen, Sprang, Vrijhoeve-Capelle, Loon op Zand, Dongen en Waspik.
In de tweede helft van de 19e eeuw geschiedde het personen- en goederenvervoer in De Langstraat hoofdzakelijk per diligence en met paard en wagen. Er waren ook enkele stoombootdiensten met het westen van Nederland vanuit de havens in De Langstraat, waaronder de Capelse haven. Deze waren vooral belangrijk voor de veehouders en veehandelaren, want zij moesten regelmatig met hun vee naar de veemarkt in Rotterdam. Vanuit de Capelse haven werd er ook veel hooi naar Rotterdam vervoerd. Jaarlijks gingen ongeveer 800 schepen de Capelse haven in en uit. Zij vervoerden in totaal 40000 ton. Ongeveer 10 schepen van meer dan 10 ton hadden hun thuishaven in Capelle. Op 27 mei 1860 zonk op de Amer tijdens een Pinksterstorm de stoomraderboot van Capel naar Rotterdam, waarbij 48 mensen verdronken.
De landbouw, handel en industrie in De Langstraat (vooral de schoenindustrie en lederindustrie) hadden problemen met het transport van hun goederen. Een spoorlijn zou de oplossing voor het vervoersprobleem zijn. Er werd flink gelobbyd bij de regering en in 1875 ging de Tweede Kamer akkoord met de aanleg van een spoorlijn. Deze zou lopen tussen Lage Zwaluwe en 's-Hertogenbosch. In de periode 1886-1890 werd de Langstraatspoorlijn aangelegd. Deze spoorlijn kreeg al gauw de bijnaam "halve zolenlijntje", omdat vooral de schoen- en lederindustrie er gebruik van maakte. Ook Capelle kreeg een station. Voor de Capellenaren was de ligging van het station echter zeer ongelukkig: het lag helemaal aan de oostzijde van het dorp. In 1893 werd dat probleem opgelost: op de hoek van de Heistraat en Nieuwevaart kwam een nieuw station. Capelle beschikte vanaf dat moment over twee stations.
Aan het einde van de 19e eeuw werd begonnen met het graven van de Bergsche Maas. Deze werd gegraven om de rivieren Maas en Waal te scheiden, waardoor er minder kans was op overstromingen. De Bergsche Maas kwam ten noorden te liggen van het Oude Maasje en werd in 1904 officieel in gebruik genomen.
Capelle ging de 20e eeuw binnen en bleef qua karakter een echt boerendorp. Verder was de middenstand goed vertegenwoordigd en waren er drie schoenfabrieken en een meelfabriek. Opvallend was dat Capelle vrij veel renteniers kende, die "teerden op de spaarzaamheid van hun voorouders". Begin 20e eeuw ontstond er glastuinbouw in Capelle. Deze sector kon zich vanwege de ideale waterbeheersing goed ontwikkelen.
De oorlog ging niet aan Capelle voorbij. In de oorlogsperiode was onder andere in Capelle, maar in feite in heel De Langstraat, de verzetsgroep André actief in het verzet tegen de Duitsers. Capelle werd eind oktober 1944 bevrijd, maar de oorlog was toen nog niet voorbij: tot eind januari 1945 lag de hele Langstraat midden in het frontgebied. De geallieerden hadden De Langstraat bevrijd, maar aan de overzijde van de Bergsche Maas, het Land van Heusden en Altena, waren de Duitsers nog heer en meester. Er volgden zware beschietingen. De trieste balans van de strijd rond het Capelse Veer: honderden doden en gewonden.
Na de oorlog moest er in Capelle veel herbouwd worden. In 1950 stopte op de Langstraatspoorlijn het personenvervoer. Niet veel later stopte ook het goederenvervoer. Capelle ontkwam niet aan de watersnood van 1953: er ontstond voor honderdduizenden guldens schade. Gelukkig waren er geen slachtoffers te betreuren, omdat de dijken grotendeels intact bleven.
Aan het eind van de jaren 60 van de 20e eeuw kwam Capelle aan de doorgaande provinciale Maasroute te liggen. Deze werd in de jaren 1980 overgenomen door het Rijk en hernoemd in A59. In 1986 werd begonnen met het verwijderen van de rails en bielzen van de oude spoorlijn. Momenteel ligt er een fietspad: het Halve Zolenpad.
Ondanks twee gemeentelijke herindelingen blijft Capelle zijn eigen karakter behouden. Een stukje van het "oude" Capelle is zelfs teruggekomen: in 1998 werd de binnenhaven van Capelle weer gedeeltelijk opengelegd.

## Bezienswaardigheden
- Hervormde kerk aan de Hoofdstraat 25.
- De (jacht)haven van Capelle, vanouds bekend als de Capelsche Haven, gedempt in 1950 en in 1998 weer gedeeltelijk uitgegraven.
- Het herdenkingsmonument bij het Capelse Veer. Dit monument herinnert aan de slag om het Capelse Veer (1944-1945)
- De veerpont tussen Capelle en Dussen
- Het Dorpsschoolhuys uit 1770, aan de Hoofdstraat 19.
- De oude stationsrestauratie van Capelle (in gebruik als restaurant) en het spoorwachtershuisje aan de Wendelnesseweg
- Het halve zolen fietspad
- De neoklassieke villa (19e-eeuws) aan de Nieuwevaart, die vroeger bewoond werd door de burgemeester van Capelle, G. Vermeulen.
- Diverse monumentale woonhuizen en boerderijen, waaronder die van het Langstraattype en T-boerderijen.
- Kasteel Zuidewijn in de buurtschap Hooge-Vaart.

Monumenten
Zie ook:
- Lijst van rijksmonumenten in Capelle (Noord-Brabant)
- Lijst van gemeentelijke monumenten in Capelle (Noord-Brabant)

## Natuur en landschap
Ten zuiden van Capelle vindt men het natuurgebied Westelijke Langstraat, gekenmerkt door het historische slagenlandschap, en met onder meer een eendenkooi. Langs de weg naar Nieuwe-Vaart is veel glastuinbouw te vinden. Het Zuiderafwateringskanaal, dat ten zuiden van Capelle loopt, kent enkele historisch belangwekkende bruggen en sluizen.
Tussen Capelle en de snelweg ligt een zandwinningsplas die nu als recreatieplas gebruikt wordt. De Capelse Haven staat in verbinding met het Oude Maasje, dat weer uitkomt op de Bergsche Maas. Tussen het Oude Maasje en de Bergsche Maas ligt de Overdiepse Polder, die bij hoge waterstanden zal worden ingezet voor waterberging.

## Nabijgelegen kernen
- Waspik
- Waspik-Zuid
- Vrijhoeve-Capelle
- Sprang
- 's Gravenmoer
- Besoyen
- Dussen
- Meeuwen